# La Neuville-d'Aumont
La Neuville-d'Aumont är en kommun i departementet Oise i regionen Hauts-de-France i norra Frankrike. Kommunen ligger i kantonen Noailles som tillhör arrondissementet Beauvais. År 2018 hade La Neuville-d'Aumont 322 invånare.

## Befolkningsutveckling
Antalet invånare i kommunen La Neuville-d'Aumont
| Referens: INSEE |